# Anisodes argyrisma
Anisodes argyrisma là một loài bướm đêm trong họ Geometridae.